# Christopher Andrew
Pour les articles homonymes, voir Andrew.
Christopher Maurice Andrew (né le 23 juillet 1941) est professeur émérite d'histoire moderne et contemporaine à l'université de Cambridge et s'intéresse aux relations internationales et en particulier à l'histoire des services de renseignement.
Andrew est professeur d'histoire moderne et contemporaine, ancien président de la faculté d'histoire de l'université de Cambridge, historien officiel du service de sécurité (MI5), commodore de l'air honoraire du 7006 (VR) Intelligence Squadron de la Royal Auxiliary Air Force, président du Cambridge Intelligence Seminar et ancien professeur invité aux universités Harvard, Toronto et Canberra. Il a été corédacteur en chef de Intelligence and National Security et présentateur de documentaires radio et télévisés de la BBC, notamment la série Radio Four What If? Ses douze livres précédents comprennent un certain nombre d'études sur l'utilisation et l'abus du renseignement secret dans l'histoire moderne. Il est actuellement gouverneur de la Norwich School, où il a été élève dans les années 1950, et a récemment pris sa retraite de son poste de président du Corpus Christi College de Cambridge.

## Biographie
Andrew fait ses études sous l'historien et cryptanalyste pendant la guerre Sir Harry Hinsley, comme son collègue historien Peter Hennessy. Certains de ses anciens étudiants, dont Peter Jackson, Tim Edwards, David Gioe, Larry Valero et Wesley Wark, occupent désormais les postes des études sur le renseignement et d'histoire du renseignement dans les universités du monde anglophone, tandis que de nombreux autres tels que Thomas Maguire et Christian Schlaepfer continuent à travailler à des postes liés au renseignement dans le gouvernement et l'industrie privée.

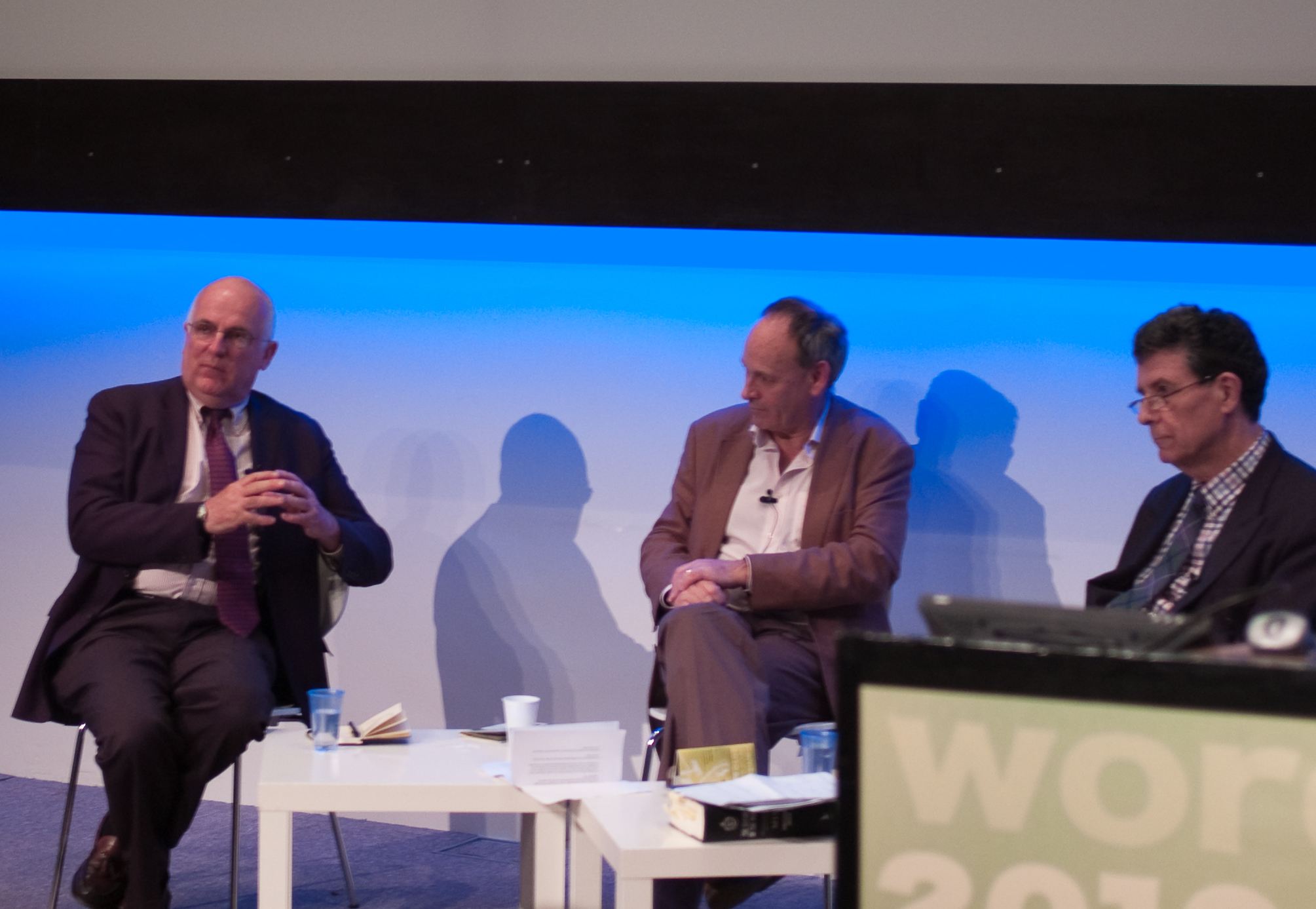
Andrew (à droite) avec Richard Dearlove (à gauche), ancien chef du MI6

Andrew produit deux études en collaboration avec deux anciens officiers du KGB transfuges, Oleg Gordievsky et Vassili Mitrokhine. Le premier de ces travaux, Le KGB dans le monde est un ouvrage scientifique sur l'histoire des actions du KGB contre les gouvernements occidentaux produit à partir de sources d'archives et ouvertes, avec l'ajout critique d'informations de Gordievsky. Ses deux ouvrages les plus détaillés sur le KGB sont produits en collaboration avec l'archiviste du KGB Mitrokhine, qui, au cours de plusieurs années, a recopié un grand nombre de documents d'archives du KGB pendant qu'ils étaient déplacés. Exfiltré par le Secret Intelligence Service (MI6) en 1992, Mitrokhine et ses archives sont mis à la disposition d'Andrew après un premier examen approfondi par les services de sécurité. Les deux volumes Le KGB contre l'Ouest et Le KGB à l'assaut du tiers-monde provoquent un certain scandale en révélant les noms d'anciens agents et collaborateurs du KGB au sein de gouvernements et d'industries à travers le monde. Une révélation en 1999 est que Melita Norwood, alors à la retraite depuis longtemps, a transmis des informations sur le développement d'armes nucléaires et d'autres renseignements au KGB pendant plusieurs décennies.
Le Cambridge Intelligence Seminar, présidé par Andrew (et fondé par son défunt mentor Harry Hinsley), se réunit régulièrement au Corpus Christi College de Cambridge. Des membres actifs et retraités de divers services de renseignement de par le monde participent aux discussions, la plupart des participants étant des étudiants diplômés d'Andrew, des collègues historiens et d'autres universitaires. Lors de ces réunions, une analyse détaillée de diverses affaires de renseignement passées et présentes est discutée conformément à la règle de Chatham House, avec la certitude qu'elle ne sera pas attribuée à une personne ou à une organisation. Andrew est membre du comité de rédaction du Journal of Intelligence and Terrorism Studies.
En février 2003, Andrew accepte le poste d'historien officiel du Security Service (MI5) pour écrire une histoire officielle du service prévue pour son centenaire en 2009. Cette nomination, qui implique l'embauche d'Andrew par le MI5, est critiquée par certains historiens et commentateurs, estimant qu'il est trop proche du MI5 pour être impartial et que son lien avec le service (officialisé avec son accès privilégié aux transfuges Gordievsky et Mitrokhine) fait de lui un « historien de la cour », au lieu d'un érudit objectif.

## Publications
- (en) Théophile Delcassé and the Making of the Entente Cordiale (1968)
- (en) avec A.S. Kanya-Forstner, France Overseas: The Great War and the Climax of French Imperial Expansion (1981)
- (en) avec David Dilks (dir.), The Missing Dimension: Governments and Intelligence Communities in the Twentieth Century (1984)
- (en) Secret Service: The Making of the British Intelligence Community (1985) (titre aux États-Unis: Her Majesty's Secret Service)
- (en) Codebreaking and Signals Intelligence (1986)
- (en) avec Jeremy Noakes (dir.), Intelligence and International Relations 1900–1945 (1987)
- Christopher Andrew et Oleg Gordievsky, Le KGB dans le monde, 1917-1990 [« KGB: The Inside Story »], Paris, Fayard, 1990
- (en) avec Oleg Gordievsky, Instructions from The Centre: Top Secret Files on KGB Foreign Operations 1975–1985 (1991) (titre aux États-Unis: Comrade Kryuchkov's Instructions)
- (en) avec Oleg Gordievsky, More Instructions from The Centre: Top Secret Files on KGB Global Operations 1975–1985 (1992)
- (en) For The President's Eyes Only: Secret Intelligence and the American Presidency from Washington to Bush (1995)
- (en) Eternal Vigilance? Fifty Years of the CIA (1997) (avec Rhodri Jeffreys-Jones)
- Christopher Andrew et Vassili Mitrokhine, Le KGB contre l'Ouest 1917-1991 : Les archives Mitrokhine, Paris, Fayard, 2000

- Christopher Andrew et Vassili Mitrokhine, Le KGB à l'assaut du tiers-monde : agression-corruption-subversion, 1945-1991, Paris, Fayard, 2008, 625 p.

- (en) The Defence of the Realm: The Authorized History of MI5 (2009)  (ISBN 978-0-307-26363-6)
- (en) The Secret World: A History of Intelligence (2018)  (ISBN 978-0-300-23844-0)